# Alexandros Zaimīs
Alexandros Zaïmīs (in greco Αλέξανδρος Ζαΐμης?; 9 novembre 1855 – Vienna, 15 settembre 1936) è stato un politico greco.
Figlio di Thrasyvoulos Zaimīs, ex primo ministro della Grecia, entrò in politica piuttosto giovane: divenne parlamentare nel 1885 a 30 anni e primo ministro per la prima volta nel 1897. Nel 1906, divenne alto commissario dello Stato cretese. Nel 1917, Zaimīs ricoprì di nuovo il ruolo di primo ministro sotto il Re Costantino I di Grecia.
Fu eletto presidente della Repubblica nel 1929 durante la Seconda Repubblica ellenica e ricoprì questo ruolo fino al 1935, data della restaurazione della monarchia in Grecia.
Morì l'anno successivo in Austria, nella capitale Vienna.